# Lyžování
Lyžování je zimní sport spočívající v pohybu člověka vlastní silou po sněhu pomocí lyží, páru dlouhých úzkých desek (původně dřevěných, dnes častěji z kompozitních materiálů) připojených k botám pomocí lyžařského vázání. Jako alternativa k lyžím se dnes používá také snowboard, jediná širší deska, ke které jsou připevněny obě nohy.
Lyžování původně sloužilo k dopravě, v průběhu 20. století se postupně stalo zejména sportovní a rekreační aktivitou. Lyžování je mnoha odvětvími zastoupeno na zimních olympijských hrách.

## Historie

### Stručný přehled
Lyžování se vyvinulo z různých forem pohybu po sněhu, zejména ze sněžnic. Náznaky existence něčeho, co by bylo možno označit za počátky lyžování, existují už na kresbách starých zhruba 4000–4500 let, které se objevily například v Rödöy v Norsku. Podobně staré pozůstatky lyží se našly rovněž ve švédském Hoting. Původně sloužily ohoblované dřevěné fošny pouze k přesouvání se po sněhu z místa na místo, sport a rekreace přišly na řadu mnohem později. Dnešní pojetí má počátky v 19. století, kdy je Norovi Sondre Norheimovi (někdy nazývanému otcem moderního lyžování) přisuzován vynález vázání, které lyžaři umožňovalo při sjezdu zatáčet. Tento styl a příslušný typ vázání, ve kterém je k lyži připevněna pouze špička nohy, se označuje jako telemarkové, podle norského kraje Telemark, kde Norheim žil.
Sjezdové lyžování je mladší a na rozdíl od běhu (chůze) na lyžích vzniklo jako druh zimní zábavy. Jedním ze zakladatelů sjezdového lyžování byl Čechorakušan Matyáš Žďárský. Vynalezl upravený typ vázání, kterým je lyže vázána k botě pevněji, což umožňuje snadnější zatáčení. Starší jsou i skoky na lyžích, naopak nejmladší jsou různé disciplíny akrobatického lyžování.
Roku 1924 vznikla Mezinárodní lyžařská federace (FIS), v roce 1936 se sjezdové lyžování poprvé objevilo v programu olympijských her. V roce 1967 vznikl každoroční Světový pohár v alpském lyžování.

### Detailní

#### Předsportovní využití lyží
Předchůdci dnešních lyží byly sněžnice. Sněžnice měly za úkol chránit nohu a zvětšit její plochu pro usnadnění chůze ve sněhu, ale i v mokřadech a v bahnitém terénu. Používání sněžnic severskými a vysokohorskými národy je zachyceno v etnografickém materiálu. Dochovaly se i literární zmínky z pozdějšího období od 4. stol. př. n. l. O sněžnicích se zmiňuje řecký autor Xenofón, který píše o Arménech, kteří vybavovali sněžnicemi i koně. Také Strabó udává, že kavkazské národy používají sandály s kruhovitou podešví a pomalované dřevěné desky pro ulehčení pohybu ve sněhu. Alanové, příslušníci jiného kavkazského národa, prošlapávali sněžnicemi cestu byzantskému vojsku, které roku 710 táhlo přes Kavkaz.
Významnou proměnu prodělaly sněžnice v severních oblastech Evropy a Asie. Protáhly se a zúžily, což umožnilo nejen chůzi, ale i rychlejší klouzavý běh na sněhu. Byly zhotovovány nejčastěji ze dřeva a jejich podoba se nám zachovala v prehistorických rytinách a skalních malbách. Jedny z nejstarších jsou malby z ostrova Rödöy (Norsko) datované kolem roku 4000 př. n. l., dále z východního pobřeží Ladožského jezera (severozápadní Rusko) a ze západního pobřeží Bílého moře (severní Rusko, poblíž Finska). Obě ruské skalní malby se datují rokem 500 př. n. l. Jsou známy i archeologické nálezy lyží zdobených rytinami vyobrazujícími zvířata, z čehož lze usuzovat, že lyže byly používány pro lov. Využití lyží pro lov dokládají i čínské (7.–10. stol.) a mongolské (14. stol.) spisy, které zaznamenávají zprávy o Kirgizech a Jakutech. Jakuté používali lyže i pro dopravu ulovených zvířat.
Od 16. stol. je známo mnoho písemných dokladů o lyžování, a to jak ze Skandinávie, tak z Ruska, Polska, Číny, Koreje i Japonska. Avšak nejdůležitějším spisem o severských národech a lyžování je spis Švéda, arcibiskupa z Upsaly (Švédsko, asi 80 km severně od Stockholmu) Olafa Magna. O. Magnus sepsal Dějiny severských národů (1555) ve vyhnanství z církevních důvodů, a to paradoxně v Římě. Tento spis byl prvním kvalitním seznámením Evropanů s dějinami a životem severských národů. Text knihy je doplněn i množstvím dřevorytů. Ač se toto období pokládá z hlediska lyžování za předsportovní, O. Magnus již dokládá závody a soutěže v lyžování mezi lidem i králi – např. Olaf Tryggveson a Henning Aslaksen.
Kromě lovu a prosté dopravy lidí i nákladu sloužily lyže také k vojenským účelům. Nejstarší zprávy o válce na lyžích, a to mezi Švédskem a Dánskem, jsou z doby kolem roku 1200. Vojenské lyžování, podobně jako u mnoha dalších sportů, bylo mostem k sportovnímu lyžování takovému, jak jej známe dnes. Velká pozornost byla věnována vojenským lyžařským oddílům v Norsku, a to již od 16. stol. Povinný lyžařský výcvik v norské armádě se datuje od 18. stol. Součástí výcviku byly i závody ve sjezdu, běhu na lyžích, skocích z můstku a střelbě za jízdy. Od začátku 19. stol. však vojenské závody upadají. Nahrazují je lyžařské soutěže, které se objevují od poloviny 19. stol. v údolí Telemark. Telemarské soutěže v lyžování se konaly jako lidové slavnosti, ke kterým se postupně sjíždělo více a více lidí, až vyrostly do významných událostí jižního Norska. Proto můžeme lyžování v Telemarku pokládat za počátek moderního lyžování.
Jak bohaté jsou zprávy o lyžování ze Skandinávie, tak chudé jsou z ostatních částí Evropy. O lyžování jsou sporé zmínky z Anglie, kde se lyže používaly od 16. stol. v hrabství Devonshire, a také z dnešního Slovinska, kde jsou lyže doloženy od 17. stol. Ve Slovinsku používali lyže sedláci, kteří prý v ovládání lyží vynikali. Lyže používali k běžné dopravě, a to až do roku 1942, kdy místní obyvatelé byli nuceni odevzdat lyže okupantským úřadům. Toto slovinské lyžování bylo unikátní svou izolovaností. Z Alp jsou z této doby zprávy pouze o používání sněžnic.
V této dlouhé historii lyžování se lyže mnoho neměnily. Odlišné typy lyží se používaly v různých oblastech. Zcela zřetelně je možné rozlišit tři typy:
a) Severský, který se dochoval jako fosilie ze slatin, se vyznačuje nestejnou délkou lyží. Kratší byla potažená kůží a sloužila k odrazu, druhá delší se používala ke skluzu. Tato skluzná lyže dosahovala délky 3 m. Fosilie severského typu lyží (staré 3500 – 4500 let) jsou k vidění v muzeích v Oslu, Stockholmu, Helsinkách a dalších.
b) Sibiřský, který byl kratší (do 180 cm) a obě lyže se potahovaly kůží, byly to tedy typické užitkové lyže. Používaly se na území Sibiře a severní Skandinávie.
c) Jižní: tyto lyže byly krátké (asi 110–150 cm), vzadu nezakulacené a povrch lyží byl hladký. Používaly se hlavně na území Ruska západně od Uralu a dnešního jižního Finska a Švédska.
V typologii starověkých lyží se uvádějí i bahenní lyže z jižního Švédska.
Spolu s lyžemi se až do devatenáctého století používala jen jedna dlouhá hůl. Sloužila jako opora při jízdě a zatáčení, k brzdění i jako zbraň. Dvě hole začali používat až Telemarčané, což bylo spojené se sportovním využitím lyží. Ve dvacátém století používal ve své škole jednu dlouhou hůl již jen M. Zdarský.

#### Sportovní využití lyží
Období sportovního využití lyží začíná v polovině 19. stol. Podle Příbramského přesně roku 1843, kdy byly uspořádány první velké závody v Norském Trömso, Q. Oddo považuje za zrození sportovního lyžování až přechod Grónska uskutečněný Norem Fridtjofem Nansenem roku 1888.
Norsko je považováno za kolébku sportovního lyžování nejen pro tyto závody, ale hlavně díky obyvatelům Telemarku (údolí v jižním Norsku, asi 100 km jihozápadně od Osla), kteří své lyžařské umění předváděli na pravidelných závodech. Telemarčané byli jako první schopni sjíždět ve vzpřímeném postoji. Lyže ovládali pomocí dvou holí a pohybu dolních končetin. Vyvinuli dva způsoby zatáčení – kristianii a telemark (dnešní carvingové lyže). V Telemarku byly lyže přizpůsobeny bočním vykrojením (otázka je, zda úmyslně).
Norské zkušenosti 19. století shrnuje příručka vydaná Werhelandem a dále je rozvíjí tzv. „norská škola“, založená slavným závodníkem Norheimem. Norské lyžování se šířilo nejen do Evropy, ale i do Ameriky a Austrálie, a to i zásluhou norského polárníka Fridtjofa Nansena, který roku 1888 přešel na lyžích Grónsko a o své cestě vypovídal ve své knize, kde uvádí: „Nic nezpevňuje svaly a nečiní celé tělo silným a pohyblivým, nic nezpevňuje vůli a neosvěžuje ducha tak dokonale jako lyžování. Rozvíjí nejen tělo, ale i duši.“
Nejvýznamnějším střediskem evropského lyžování se staly Alpy, které byly již dříve vyhledávané horolezci. V Alpách se také vyvíjely další lyžařské školy. Z hlediska lyžování na carvingových lyžích je významná lilienfieldská škola Mathiase Zdarskeho, který, podle Příbramského a Štrobla, poznal vliv telemarského vykrojení na zatáčení. M. Zdarsky zatáčel v přívratném postavení a vystihl důležitost předsouvání odlehčené lyže, což můžeme považovat za základ kročného oblouku i dynamického pluhu.
Pozdější školy přinášely další techniky. Do 60. let 20. stol. to byly školy rotační techniky, které překonala rakouská škola protirotací. Hlavní výtkou rotační technice byla její nevhodnost pro krátké napojované oblouky. Technika se dále vyvíjí od protirotační k technice rozdílné práce dolních končetin a od oblouků s využitím zahranění a odrazu z hran k obloukům s plynulou změnou hranění.
Vývoj techniky určovalo samozřejmě závodní lyžování. Rakušan Josef Stiegler se na světovou lyžařskou špičku (1. ve slalomu a 3. v obřím slalomu na OH 1964) dostal díky vylepšené technice slalomových oblouků založené na rozdílné práci dolních končetin se zrychlením přechodu mezi jednotlivými oblouky na základě kroku. Tuto techniku dále propracovával Jean-Claude Killy. O zmenšení podílu smyku ve fázi vedení oblouku se snažil Ital Gustav Thöni. Dosáhl toho zvětšením vertikálního i horizontálního pohybu. Objevuje se u něj i zakončení oblouku na vnitřní lyži. Další hvězdou lyžování byl Ingemar Stenmark, který ve své době experimentoval se širší špičkou lyže. V roce 1984 zvítězil v paralelním slalomu na bočně krojených lyžích Elan. Techniku dovedl snad k nejlepší možné vzhledem k technickým možnostem doby.
Důležitým mezníkem pro vývoj techniky s minimálním podílem smyku bylo zavedení kloubových tyčí do závodů alpského lyžování (r. 1984). Doposud slalomáři odsouvali tyč nataženou vnitřní paží. Tyč sklouzla po paži od ruky na rameno a za slalomáře. V kloubových tyčích začali závodníci odtlačovat tyč vnitřním bokem, stehnem i bércem. V současnosti odtlačují tyč úderem vnější ruky a vnitřním bércem. Tato technika umožnila zkrácení dráhy těžiště a přispěla i ke zmenšení vertikálního pohybu. Zhruba ve stejné době byl zaveden závod v superobřím slalomu (MS 1985 v Crans Montaně), což také přispělo k vývoji řezaného oblouku.
Do tohoto vývoje důrazně promluvil i snowboard, zvláště po vykrojení bočních hran, na kterém méně trénovaní jezdci předváděli náklony superhvězd alpského lyžování, a to téměř bez smýkání. Touto dobou jsou již na trhu vykrojené lyže (Elan Parabolic a od roku 1991 i Kneissl Ergo) a v devadesátých letech se prosazují v závodech veteránů a dorostu. Ve Světovém poháru se carvingové lyže nejprve používaly v obřím slalomu žen. Mužská špička přijímala carvingové lyže velmi opatrně. Ještě na začátku sezóny 1999/2000, kdy celé startovní pole žen startovalo na carvingových lyžích, se muži ve slalomu i obřím slalomu přikláněli k méně krojeným modelům. V průběhu sezóny však i muži přešli na carvingové lyže: v Madoně vyhrál F. Ch. Jagge na 176 cm dlouhých slalomkách, přitom nedlouho předtím v Bavaer Creeku byl dvacátý. V lednu v Chamonix (Angelo Weiss – 170 cm Dynastar) bodovaly race-carvery, stejně jako v Kitzbühlu (Mario Matt – 176 cm Salomony, které byly o 12 cm kratší, než jeho postava). To je definitivní konec klasických dlouhých lyží a v závodním lyžování se prosazují pouze carvingové lyže. Tyto lyže používá i nezávodní veřejnost pro jejich větší možnosti.

#### Historie lyžování v českých zemích

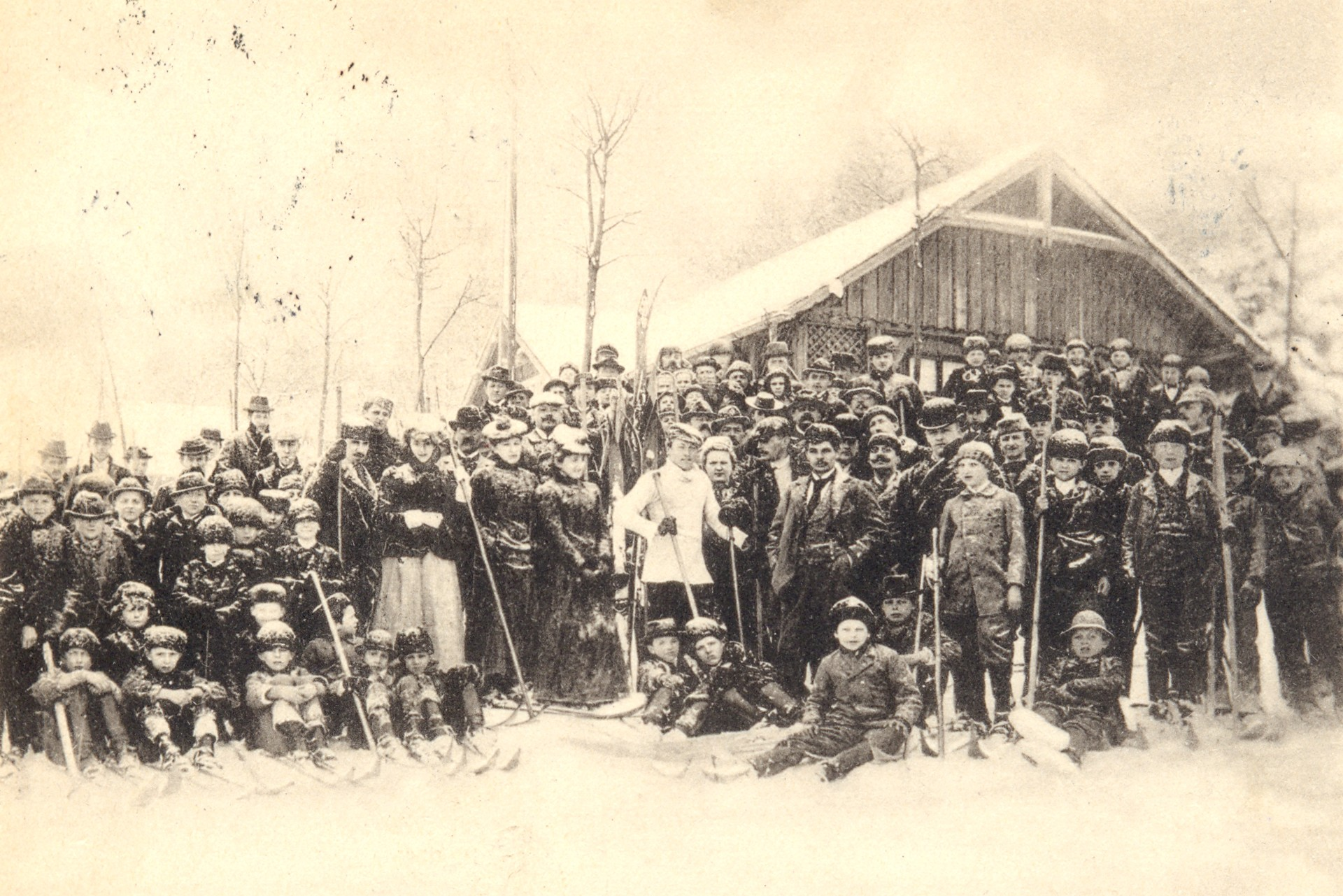
Lyžařské závody z roku 1902 v Jilemnici před hospodou Na Kozinci

Počátky lyžování v českých zemích nám jsou, na rozdíl od Skandinávie, dobře známy z písemných pramenů. Roku 1887 zakládá Josef Rössler-Ořovský první lyžařský kroužek při bruslařském spolku v Praze (pozdější Český Ski klub). J. R. Ořovský je velkou postavou českých a československých sportovních počátků. Nejenže má „na svědomí“ první dva páry ski, jak čeština nazývala lyže ještě za první republiky, ale i první kajak, klubový sport importovaný z Anglie (fotbal, tenis) a jachting. J. R. Ořovský byl také dlouholetým funkcionářem Českého olympijského výboru. Další lyže nechal nezávisle na Ořovském přivést pro své dělníky v Krkonoších hrabě Jan Harrach. Podle těchto lyží začali místní řemeslníci vyrábět další páry.
O těchto pokusech krkonošských se dověděl J. R. Ořovský roku 1893 a od těch dob se datuje i jeho přátelství s další významnou osobou českého lyžování, s řídícím učitelem v Dolních Štěpanicích Janem Bucharem. Tyto dvě osobnosti českého lyžování spolu s Josefem Alešem, zvaným „Lyžec“, neúnavně propagovaly lyžařskou turistiku. Tito průkopníci odstartovali zakládání lyžařských spolků a pořádání závodů v Krkonoších, ale i na Šumavě a v Jeseníkách a do Krušných hor se vydávali němečtí lyžaři z Lipska a Drážďan – 1895 Český krkonošský spolek Ski Jilemnice, 1903 Český Ski klub Vysoké nad Jizerou a 21. listopadu 1903 Svaz lyžařů v Království Českém, což byl první lyžařský svaz na světě. První závody se pořádaly roku 1893 v Jilemnici a od roku 1896 i mistrovství království Českého. Československo stálo i při zrodu FIS (Fédération de Ski International) roku 1924.
Prvními lyžařskými instruktory v Českých zemích byli cizinci – Chorvat Franjo Bučar, který studoval v Oslo, Fin Estlander a Nor Hagbarth Stefens. Od instruktorů se odvíjela i používaná škola – norská. 
Na Slovensku bylo lyžování podstatně méně rozšířené, ale díky doktoru Michalu Guhrovi se dostala nová lilienfieldská škola Matiase Zdarského do Tater dříve než do Čech. Ten, poté, co přišel na nevýhodnost norských lyží (vlastnil pár lyží dlouhý 235 cm) pro strmé svahy, nechal přivézt lyže z Alp od M. Zdarského spolu s vylepšeným vázáním a Knihu o lyžování. 
Po světové válce se vyvíjelo české a slovenské lyžování společně. Technika lyžování byla přejímána z alpských škol, se kterými české držely krok. Dokonce je možno tvrdit, že v šedesátých letech Vladimír Čepelák, svou kročnou technikou a propagací využití běžeckých lyží v základním lyžařském výcviku, alpské školy předběhl. Od sedmdesátých let se vyvíjí tzv. „česká škola lyžování“, která je jedna z nejlepších a podle práce E. Rejfířové je k roku 2001 nejvhodnější pro výuku na carvingových lyžích.

## Vybavení
Pro lyžování jsou potřeba zejména lyže (či snowboard): ty jsou vybaveny lyžařským vázáním, kterým jsou připojeny ke speciálním botám. Lyžaři jsou také obvykle (u běžeckého lyžování vždy) vybaveni hůlkami, které drží v rukou a odpichuje se jimi od země. Z bezpečnostních důvodů je lyžařům doporučováno používání přilby; např. v Itálii je její nošení pro děti do osmnácti let povinné.

## Členění
Základními dvěma odvětvími lyžování jsou alpské lyžování (zastarale sjezdové), při kterém lyžaři sjíždějí (zpravidla poměrně prudký) kopec mezi brankami, a na severské lyžování (dříve klasické), zahrnující kromě běhu na lyžích také skoky na lyžích a severskou kombinaci, která zahrnuje běh a skoky.
Obě odvětví jsou pěstována nejen jako sportovní disciplíny, ale také v rámci turistiky.
Moderním a nejmladším lyžařským odvětvím je akrobatické lyžování, nebo také freestyle při kterém lyžaři na lyžích předvádějí akrobatické prvky jako salta nebo jízdu přes umělé překážky atd.
Samostatně organizovaným odvětvím, které kombinuje běh na lyžích se sportovní střelbou, je biatlon.
Zcela mimo struktury mezinárodní lyžařské federace stojí freeride, tedy jízda ve volném terénu a skialpinismus.

### Alpské lyžování
Alpské (sjezdové) lyžování v moderní rekreační formě spočívá typicky v návštěvě některého horského střediska, kde se lyžař, vybavený sjezdovými lyžemi, vázáním, hůlkami a botami (a odpovídajícím teplým oblečením), pomocí (placeného) lyžařského vleku či lanovky dopraví na vrchol kopce, ze kterého se pak spustí a díky gravitaci klouže po sjezdovce dolů, kde může opět nastoupit na vlek.
Ve sportovním pojetí se alpské lyžování člení na následující disciplíny:
- Slalom
- Obří slalom
- Superobří slalom
- Sjezd
- Alpská kombinace

Technika alpského lyžování se vyvíjí, nejnovějším trendem je jízda s použitím tzv. carvingových oblouků, která se rychle prosadila nejen ve sportovním, ale i rekreačním lyžování.

### Severské lyžování

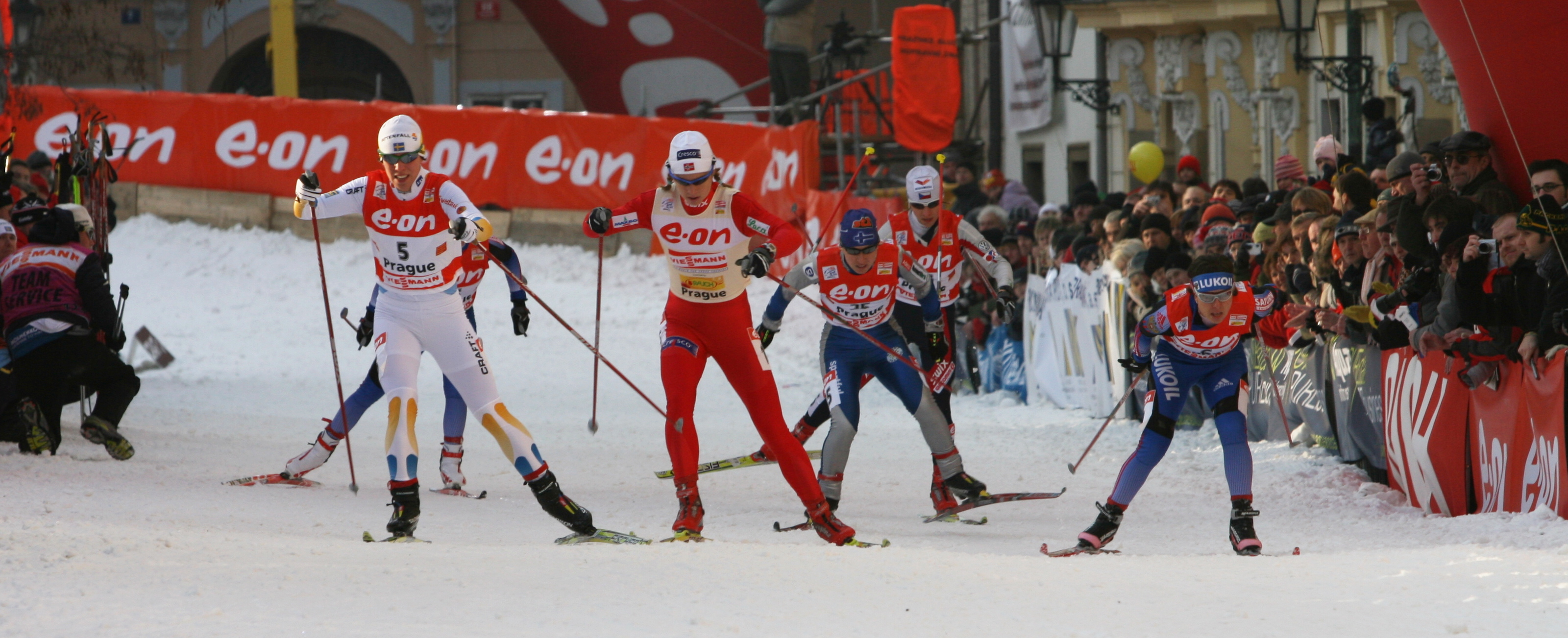
Čtvrtfinále žen na soutěži Pražská lyže 2007

Při běhu na lyžích se lyžař vybavený běžkami, vázáním, hůlkami a botami, pohybuje vlastní silou v zasněženém terénu, přičemž může překonávat i větší či menší svahy. K pohybu se používají dvě základní techniky: tzv. klasický běh, při kterém lyžař provádí pohyb podobný normálnímu běhu, ovšem při každém kroku se na příslušné lyži sklouzne, a tzv. bruslení, při kterém se lyžař sklouzává střídavě šikmo do stran a na konci skluzu se vždy odrazí k dalšímu skluzu na druhé lyži, která je téměř kolmo k první.
Alternativou běhu na lyžích při pohybu ve vysokohorském terénu je tzv. skialpinismus, ve kterém se lyžování kombinuje např. s horolezectvím.
Ve sportovním pojetí se běžecké lyžování dělí na závody v klasickém stylu (kde je bruslení zakázáno) a běh volnou technikou. K severskému lyžování se řadí ještě skoky na lyžích (a severská kombinace, ve které se skoky na lyžích kombinují s během).

## Lyžování ve světě

### Lyžování v Severní Americe
K absolutní špičce patří lyžařské destinace Severní Ameriky. Úroveň služeb a stav sjezdovek jsou nejlepší v USA. Mezi špičku patří Aspen Ski Resort, Mammoth Mountain Ski Area nebo Sun Valley Resort. V Kanadě je úroveň služeb velmi podobná, ale sjezdovky jsou poněkud méně obsazené a je zde volnější prostor. Známé lyžařské oblasti najdete především v pohoří Rocky Mountains, v Ontariu a Quebecu. Mezi špičkové resorty patří Banff Ski Resort, Apex Mountain Ski Resort nebo Whistler Blackcomb Ski Resort.

### Lyžování v Evropě
Velmi kvalitní jsou ski areály v Evropě. Díky značnému zájmu o zimní sporty jsou investice do rozvoje lyžařské infrastruktury poměrně vysoké. Nejkvalitnější lyžařská střediska se nacházejí v Alpách. Ve francouzské části Alp například lyžařské oblasti Alpe d'Huez, Les Trois Vallées, Portes du Soleil, ve Švýcarsku Davos, Interlaken nebo Zermatt, známá je německá oblast Oberammergau ski area nebo pohoří Allgäu ski area, v Itálii především oblast Dolomiti Superski. Alpskou lyžařskou velmocí je Rakousko a jeho Zillertal Arena, Kaprun a mnoho dalších resortů v jednotlivých údolích. Poněkud opomíjené je Slovinsko, kde jsou lyžařská střediska Kranjska Gora, Maribor a Krvavec.

### Ski resorty v Asii
Nejlepší asijské lyžařské oblasti reprezentují například japonské Ski Nagano, indický himálajský ski resort Gulmarg, ski resort Yabuli v Číně, Yongpyong Resort v Jižní Koreji nebo íránské lyžařské středisko Dizin. Teplé klima v některých regionech si vyžádalo zajímavá řešení. Například Ski Dubaj je největší krytá lyžařská hala na světě se 400 metrů dlouhou sjezdovkou.

### Lyžování v Jižní Americe
Výborné podmínky pro lyžování v jihoamerickém pohoří Kordilery využily především Chile a Argentina. Titulem nejlepší ski resort v Chile se pyšní Valle Nevado Ski Resort a Argentina se může pochlubit střediskem Las Lenas.

### Zimní střediska v Austrálii a Oceánii
Lyžařské aktivity v regionu se soustřeďují do resortů v Austrálii a na Novém Zélandu. Nejznámější australská střediska jsou Thredbo Ski Resort, Charlotte Pass a Perisher Blue, na Novém Zélandu pak resorty v okolí města Methven, hora Mount Ruapehu a okolí města Queenstown.

### Lyžování v Africe
Poněkud exoticky působí ve výčtu ski resortů africký kontinent, ale i v zde se nacházejí zajímavé ski areály. Ve vysokých polohách se drží sníh a mezi nejvýznamnější střediska patří například Tiffindell Ski Resort v Jihoafrické republice, resort Tikjda v Alžírsku nebo Oukaïmeden v Maroku v pohoří Atlas.